# RR Возничего
RR Возничего (лат. RR Aurigae), HD 42311 — одиночная переменная звезда в созвездии Возничего на расстоянии (вычисленном из значения параллакса) приблизительно 3710 световых лет (около 1137 парсеков) от Солнца. Видимая звёздная величина звезды — от +15,6m до +9m.

## Характеристики
RR Возничего — красная пульсирующая переменная звезда, мирида (M) спектрального класса M3e-M7e или M3+-7e. Эффективная температура — около 3296 К.